# Tour du Táchira 2018
La 53e édition du Tour du Táchira a eu lieu du 12 au 21 janvier 2018. Elle fait partie du calendrier UCI America Tour 2018 en catégorie 2.2, et fut remportée par le Vénézuélien Pedro Gutiérrez.

## Présentation

### Équipes
| Équipe continentale professionnelle | Équipe continentale professionnelle | Équipe continentale professionnelle |
| Nom de l'équipe                     | Pays                                | Code                                |
| ----------------------------------- | ----------------------------------- | ----------------------------------- |
| Androni Giocattoli-Sidermec         | Italie                              | AND                                 |

| Équipe continentale | Équipe continentale | Équipe continentale |
| Nom de l'équipe     | Pays                | Code                |
| ------------------- | ------------------- | ------------------- |
| GW Shimano          | Colombie            |                     |

| Équipes régionales et de clubs                          | Équipes régionales et de clubs | Équipes régionales et de clubs |
| Nom de l'équipe                                         | Pays                           | Code                           |
| ------------------------------------------------------- | ------------------------------ | ------------------------------ |
| Banco Bicentenario Gob Yaracuy Trek                     | Venezuela                      |                                |
| Bicicletas Castilla-FedeIndustrias Fundey               | Venezuela                      |                                |
| César SPORT-Heladería la Rocha-Radiadores Auto Frío     | Venezuela                      |                                |
| Concafe Amo Táchira                                     | Venezuela                      |                                |
| FAH Aroma Gourmet                                       | Colombie                       |                                |
| Fundación Ángel Pulgar                                  | Venezuela                      |                                |
| Fundación Hernan Buenahora                              | Colombie                       |                                |
| Fundación Venezuela País de Futuro-Fina Arroz Iron Grup | Venezuela                      |                                |
| Gobernación-Policía de Trujillo-MTB Jajo                | Venezuela                      |                                |
| Inversiones Alexander-Avelina-Confitería El Loro        | Venezuela                      |                                |
| JB Ropa Deportiva                                       | Colombie                       |                                |
| JHS Aves                                                | Venezuela                      |                                |
| JHS Grupo                                               | Venezuela                      |                                |
| Kino Táchira                                            | Venezuela                      |                                |
| Lotería del Táchira                                     | Venezuela                      |                                |
| SuBicicleta.com-Osorio Motos-País Futuro                | Venezuela                      |                                |

### Étapes
| Étape     | Date     | Villes étapes                 | type                      | Distance (km) | Vainqueur d'étape | Leader du classement général |
| --------- | -------- | ----------------------------- | ------------------------- | ------------- | ----------------- | ---------------------------- |
| 1re étape | 12 janv. | Bramon – Santa Bárbara        | étape de plaine           | 182,6         | Matteo Malucelli  | Matteo Malucelli             |
| 2e étape  | 13 janv. | Suripá – Borotá               | étape de moyenne montagne | 173           | Pedro Gutiérrez   | Pedro Gutiérrez              |
| 3e étape  | 14 janv. | San Cristóbal – San Cristóbal | étape de plaine           | 117,6         | Matteo Malucelli  | Pedro Gutiérrez              |
| 4e étape  | 15 janv. | San Juan de Colón – San Simón | étape de montagne         | 147,9         | Iván Sosa         | Pedro Gutiérrez              |
| 5e étape  | 16 janv. | La Fría – Tovar               | étape de moyenne montagne | 145,9         | Jorge Abreu       | Pedro Gutiérrez              |
| 6e étape  | 17 janv. | Santa Cruz de Mora – La Grita | étape de montagne         | 167,8         | José Márquez      | Pedro Gutiérrez              |
| 7e étape  | 18 janv. | Umuquena – Michelena          | étape vallonnée           | 104,8         | Kevin Rivera      | Pedro Gutiérrez              |
| 8e étape  | 19 janv. | Rubio – Rubio                 | étape de plaine           | 124,8         | Cristhian Talero  | Pedro Gutiérrez              |
| 9e étape  | 20 janv. | Ureña – Cerro Cristo Rey      | étape de montagne         | 123,2         | José Serpa        | Pedro Gutiérrez              |
| 10e étape | 21 janv. | San Cristóbal – San Cristóbal | étape de plaine           | 115,2         | Yonathan Monsalve | Pedro Gutiérrez              |

## Déroulement de la course

### 1reétape
| \| Classement de l'étape \| Classement de l'étape \| Classement de l'étape \| Classement de l'étape \| Classement de l'étape \| \| Coureur \| Coureur \| Pays \| Équipe \| Temps \| \| --------------------- \| --------------------- \| --------------------- \| ----------------------------------- \| --------------------- \| \| 1er \| Matteo Malucelli \| Italie \| Androni Giocattoli-Sidermec \| 4 h 34 min 59 s \| \| 2e \| Yonathan Monsalve \| Venezuela \| Qinghai Tianyoude \| + 0 s \| \| 3e \| Orluis Aular \| Venezuela \| Start Team Gusto \| + 0 s \| \| 4e \| Artur García \| Venezuela \| Banco Bicentenario Gob Yaracuy Trek \| + 0 s \| \| 5e \| Ángel Pulgar \| Venezuela \| \| + 0 s \| \| 6e \| Wilmen Bravo \| Venezuela \| JHS Aves \| + 0 s \| \| 7e \| Miguel Ubeto \| Venezuela \| Carène Cycling Développement \| + 0 s \| \| 8e \| Juan Guzmán \| Colombie \| \| + 0 s \| \| 9e \| Kevin Sepúlveda \| Colombie \| JB Ropa Deportiva \| + 0 s \| \| 10e \| Jorge Abreu \| Venezuela \| Kino Táchira \| + 0 s \| |                   |           |                                     |                 |
| |                   |           |                                     |                 |
| |                   |           |                                     |                 |
| Classement de l'étape |                   |           |                                     |                 |
| Coureur | Coureur           | Pays      | Équipe                              | Temps           |
| 1er | Matteo Malucelli  | Italie    | Androni Giocattoli-Sidermec         | 4 h 34 min 59 s |
| 2e | Yonathan Monsalve | Venezuela | Qinghai Tianyoude                   | + 0 s           |
| 3e | Orluis Aular      | Venezuela | Start Team Gusto                    | + 0 s           |
| 4e | Artur García      | Venezuela | Banco Bicentenario Gob Yaracuy Trek | + 0 s           |
| 5e | Ángel Pulgar      | Venezuela |                                     | + 0 s           |
| 6e | Wilmen Bravo      | Venezuela | JHS Aves                            | + 0 s           |
| 7e | Miguel Ubeto      | Venezuela | Carène Cycling Développement        | + 0 s           |
| 8e | Juan Guzmán       | Colombie  |                                     | + 0 s           |
| 9e | Kevin Sepúlveda   | Colombie  | JB Ropa Deportiva                   | + 0 s           |
| 10e | Jorge Abreu       | Venezuela | Kino Táchira                        | + 0 s           |

| \| Classement général \| Classement général \| Classement général \| Classement général \| Classement général \| \| Coureur \| Coureur \| Pays \| Équipe \| Temps \| \| ------------------ \| ------------------ \| ------------------ \| ----------------------------------------- \| ------------------ \| \| 1er \| Matteo Malucelli \| Italie \| Androni Giocattoli-Sidermec \| 4 h 34 min 49 s \| \| 2e \| Yonathan Monsalve \| Venezuela \| Qinghai Tianyoude \| + 4 s \| \| 3e \| Cristhian Talero \| Colombie \| GW Shimano \| + 4 s \| \| 4e \| Orluis Aular \| Venezuela \| Start Team Gusto \| + 6 s \| \| 5e \| Félix Barón \| Colombie \| FAH Aroma Gourmet \| + 6 s \| \| 6e \| Wilmen Bravo \| Venezuela \| JHS Aves \| + 9 s \| \| 7e \| Ángel Rivas \| Venezuela \| Bicicletas Castilla-FedeIndustrias Fundey \| + 9 s \| \| 8e \| Artur García \| Venezuela \| Banco Bicentenario Gob Yaracuy Trek \| + 10 s \| \| 9e \| Ángel Pulgar \| Venezuela \| \| + 10 s \| \| 10e \| Miguel Ubeto \| Venezuela \| Carène Cycling Développement \| + 10 s \| |                   |           |                                           |                 |
| |                   |           |                                           |                 |
| |                   |           |                                           |                 |
| Classement général |                   |           |                                           |                 |
| Coureur | Coureur           | Pays      | Équipe                                    | Temps           |
| 1er | Matteo Malucelli  | Italie    | Androni Giocattoli-Sidermec               | 4 h 34 min 49 s |
| 2e | Yonathan Monsalve | Venezuela | Qinghai Tianyoude                         | + 4 s           |
| 3e | Cristhian Talero  | Colombie  | GW Shimano                                | + 4 s           |
| 4e | Orluis Aular      | Venezuela | Start Team Gusto                          | + 6 s           |
| 5e | Félix Barón       | Colombie  | FAH Aroma Gourmet                         | + 6 s           |
| 6e | Wilmen Bravo      | Venezuela | JHS Aves                                  | + 9 s           |
| 7e | Ángel Rivas       | Venezuela | Bicicletas Castilla-FedeIndustrias Fundey | + 9 s           |
| 8e | Artur García      | Venezuela | Banco Bicentenario Gob Yaracuy Trek       | + 10 s          |
| 9e | Ángel Pulgar      | Venezuela |                                           | + 10 s          |
| 10e | Miguel Ubeto      | Venezuela | Carène Cycling Développement              | + 10 s          |

### 2eétape
| \| Classement de l'étape \| Classement de l'étape \| Classement de l'étape \| Classement de l'étape \| Classement de l'étape \| \| Coureur \| Coureur \| Pays \| Équipe \| Temps \| \| --------------------- \| --------------------- \| --------------------- \| ----------------------------------------- \| --------------------- \| \| 1er \| Pedro Gutiérrez \| Venezuela \| Banco Bicentenario Gob Yaracuy Trek \| 4 h 34 min 08 s \| \| 2e \| Ángel Rivas \| Venezuela \| Bicicletas Castilla-FedeIndustrias Fundey \| + 1 s \| \| 3e \| Ronald González \| Venezuela \| Inversiones Alexander \| + 1 s \| \| 4e \| Luca Chirico \| Italie \| Androni Giocattoli-Sidermec \| + 10 s \| \| 5e \| Freddy Vargas \| Venezuela \| Lotería del Táchira \| + 11 s \| \| 6e \| Carlos Torres \| Venezuela \| JHS Grupo \| + 11 s \| \| 7e \| Pedro Sequera \| Venezuela \| Lotería del Táchira \| + 11 s \| \| 8e \| Yeison Reyes \| Colombie \| GW Shimano \| + 25 s \| \| 9e \| Franklin Chacón \| Venezuela \| \| + 29 s \| \| 10e \| Rodolfo Fernández \| Venezuela \| Bic Castilla FedeIndustrias Fundey \| + 38 s \| |                   |           |                                           |                 |
| |                   |           |                                           |                 |
| |                   |           |                                           |                 |
| Classement de l'étape |                   |           |                                           |                 |
| Coureur | Coureur           | Pays      | Équipe                                    | Temps           |
| 1er | Pedro Gutiérrez   | Venezuela | Banco Bicentenario Gob Yaracuy Trek       | 4 h 34 min 08 s |
| 2e | Ángel Rivas       | Venezuela | Bicicletas Castilla-FedeIndustrias Fundey | + 1 s           |
| 3e | Ronald González   | Venezuela | Inversiones Alexander                     | + 1 s           |
| 4e | Luca Chirico      | Italie    | Androni Giocattoli-Sidermec               | + 10 s          |
| 5e | Freddy Vargas     | Venezuela | Lotería del Táchira                       | + 11 s          |
| 6e | Carlos Torres     | Venezuela | JHS Grupo                                 | + 11 s          |
| 7e | Pedro Sequera     | Venezuela | Lotería del Táchira                       | + 11 s          |
| 8e | Yeison Reyes      | Colombie  | GW Shimano                                | + 25 s          |
| 9e | Franklin Chacón   | Venezuela |                                           | + 29 s          |
| 10e | Rodolfo Fernández | Venezuela | Bic Castilla FedeIndustrias Fundey        | + 38 s          |

| \| Classement général \| Classement général \| Classement général \| Classement général \| Classement général \| \| Coureur \| Coureur \| Pays \| Équipe \| Temps \| \| ------------------ \| ------------------ \| ------------------ \| ----------------------------------------- \| ------------------ \| \| 1er \| Pedro Gutiérrez \| Venezuela \| Banco Bicentenario Gob Yaracuy Trek \| 9 h 08 min 57 s \| \| 2e \| Ángel Rivas \| Venezuela \| Bicicletas Castilla-FedeIndustrias Fundey \| + 3 s \| \| 3e \| Ronald González \| Venezuela \| Inversiones Alexander \| + 7 s \| \| 4e \| Pedro Sequera \| Venezuela \| Lotería del Táchira \| + 19 s \| \| 5e \| Luca Chirico \| Italie \| Androni Giocattoli-Sidermec \| + 20 s \| \| 6e \| Carlos Torres \| Venezuela \| JHS Grupo \| + 21 s \| \| 7e \| Freddy Vargas \| Venezuela \| Lotería del Táchira \| + 21 s \| \| 8e \| Yeison Reyes \| Colombie \| GW Shimano \| + 35 s \| \| 9e \| Franklin Chacón \| Venezuela \| \| + 39 s \| \| 10e \| Rodolfo Fernández \| Venezuela \| Bic Castilla FedeIndustrias Fundey \| + 48 s \| |                   |           |                                           |                 |
| |                   |           |                                           |                 |
| |                   |           |                                           |                 |
| Classement général |                   |           |                                           |                 |
| Coureur | Coureur           | Pays      | Équipe                                    | Temps           |
| 1er | Pedro Gutiérrez   | Venezuela | Banco Bicentenario Gob Yaracuy Trek       | 9 h 08 min 57 s |
| 2e | Ángel Rivas       | Venezuela | Bicicletas Castilla-FedeIndustrias Fundey | + 3 s           |
| 3e | Ronald González   | Venezuela | Inversiones Alexander                     | + 7 s           |
| 4e | Pedro Sequera     | Venezuela | Lotería del Táchira                       | + 19 s          |
| 5e | Luca Chirico      | Italie    | Androni Giocattoli-Sidermec               | + 20 s          |
| 6e | Carlos Torres     | Venezuela | JHS Grupo                                 | + 21 s          |
| 7e | Freddy Vargas     | Venezuela | Lotería del Táchira                       | + 21 s          |
| 8e | Yeison Reyes      | Colombie  | GW Shimano                                | + 35 s          |
| 9e | Franklin Chacón   | Venezuela |                                           | + 39 s          |
| 10e | Rodolfo Fernández | Venezuela | Bic Castilla FedeIndustrias Fundey        | + 48 s          |

### 3eétape
| \| Classement de l'étape \| Classement de l'étape \| Classement de l'étape \| Classement de l'étape \| Classement de l'étape \| \| Coureur \| Coureur \| Pays \| Équipe \| Temps \| \| --------------------- \| --------------------- \| --------------------- \| ----------------------------------- \| --------------------- \| \| 1er \| Matteo Malucelli \| Italie \| Androni Giocattoli-Sidermec \| 2 h 55 min 58 s \| \| 2e \| Marco Benfatto \| Italie \| Androni Giocattoli-Sidermec \| + 0 s \| \| 3e \| Artur García \| Venezuela \| Banco Bicentenario Gob Yaracuy Trek \| + 0 s \| \| 4e \| Félix Barón \| Colombie \| FAH Aroma Gourmet \| + 0 s \| \| 5e \| Diego Fernando Ruiz \| Colombie \| BetPlay Cycling Team \| + 0 s \| \| 6e \| Daniel Abreu \| Venezuela \| \| + 0 s \| \| 7e \| Yonathan Monsalve \| Venezuela \| Qinghai Tianyoude \| + 0 s \| \| 8e \| Franklin Chacón \| Venezuela \| \| + 0 s \| \| 9e \| José Serpa \| Colombie \| GW Shimano \| + 0 s \| \| 10e \| Freddy Vargas \| Venezuela \| Lotería del Táchira \| + 0 s \| |                     |           |                                     |                 |
| |                     |           |                                     |                 |
| |                     |           |                                     |                 |
| Classement de l'étape |                     |           |                                     |                 |
| Coureur | Coureur             | Pays      | Équipe                              | Temps           |
| 1er | Matteo Malucelli    | Italie    | Androni Giocattoli-Sidermec         | 2 h 55 min 58 s |
| 2e | Marco Benfatto      | Italie    | Androni Giocattoli-Sidermec         | + 0 s           |
| 3e | Artur García        | Venezuela | Banco Bicentenario Gob Yaracuy Trek | + 0 s           |
| 4e | Félix Barón         | Colombie  | FAH Aroma Gourmet                   | + 0 s           |
| 5e | Diego Fernando Ruiz | Colombie  | BetPlay Cycling Team                | + 0 s           |
| 6e | Daniel Abreu        | Venezuela |                                     | + 0 s           |
| 7e | Yonathan Monsalve   | Venezuela | Qinghai Tianyoude                   | + 0 s           |
| 8e | Franklin Chacón     | Venezuela |                                     | + 0 s           |
| 9e | José Serpa          | Colombie  | GW Shimano                          | + 0 s           |
| 10e | Freddy Vargas       | Venezuela | Lotería del Táchira                 | + 0 s           |

| \| Classement général \| Classement général \| Classement général \| Classement général \| Classement général \| \| Coureur \| Coureur \| Pays \| Équipe \| Temps \| \| ------------------ \| ------------------ \| ------------------ \| ----------------------------------------- \| ------------------ \| \| 1er \| Pedro Gutiérrez \| Venezuela \| Banco Bicentenario Gob Yaracuy Trek \| 12 h 04 min 55 s \| \| 2e \| Ángel Rivas \| Venezuela \| Bicicletas Castilla-FedeIndustrias Fundey \| + 3 s \| \| 3e \| Ronald González \| Venezuela \| Inversiones Alexander \| + 7 s \| \| 4e \| Pedro Sequera \| Venezuela \| Lotería del Táchira \| + 19 s \| \| 5e \| Luca Chirico \| Italie \| Androni Giocattoli-Sidermec \| + 20 s \| \| 6e \| Carlos Torres \| Venezuela \| JHS Grupo \| + 21 s \| \| 7e \| Freddy Vargas \| Venezuela \| Lotería del Táchira \| + 21 s \| \| 8e \| Yeison Reyes \| Colombie \| GW Shimano \| + 35 s \| \| 9e \| Franklin Chacón \| Venezuela \| \| + 39 s \| \| 10e \| Rodolfo Fernández \| Venezuela \| Bic Castilla FedeIndustrias Fundey \| + 48 s \| |                   |           |                                           |                  |
| |                   |           |                                           |                  |
| |                   |           |                                           |                  |
| Classement général |                   |           |                                           |                  |
| Coureur | Coureur           | Pays      | Équipe                                    | Temps            |
| 1er | Pedro Gutiérrez   | Venezuela | Banco Bicentenario Gob Yaracuy Trek       | 12 h 04 min 55 s |
| 2e | Ángel Rivas       | Venezuela | Bicicletas Castilla-FedeIndustrias Fundey | + 3 s            |
| 3e | Ronald González   | Venezuela | Inversiones Alexander                     | + 7 s            |
| 4e | Pedro Sequera     | Venezuela | Lotería del Táchira                       | + 19 s           |
| 5e | Luca Chirico      | Italie    | Androni Giocattoli-Sidermec               | + 20 s           |
| 6e | Carlos Torres     | Venezuela | JHS Grupo                                 | + 21 s           |
| 7e | Freddy Vargas     | Venezuela | Lotería del Táchira                       | + 21 s           |
| 8e | Yeison Reyes      | Colombie  | GW Shimano                                | + 35 s           |
| 9e | Franklin Chacón   | Venezuela |                                           | + 39 s           |
| 10e | Rodolfo Fernández | Venezuela | Bic Castilla FedeIndustrias Fundey        | + 48 s           |

### 4eétape
| \| Classement de l'étape \| Classement de l'étape \| Classement de l'étape \| Classement de l'étape \| Classement de l'étape \| \| Coureur \| Coureur \| Pays \| Équipe \| Temps \| \| --------------------- \| --------------------- \| --------------------- \| ----------------------------------------- \| --------------------- \| \| 1er \| Iván Sosa \| Colombie \| Androni Giocattoli-Sidermec \| 3 h 36 min 21 s \| \| 2e \| Anderson Paredes \| Venezuela \| Team Ecuador \| + 3 s \| \| 3e \| Kevin Rivera \| Costa Rica \| Androni Giocattoli-Sidermec \| + 9 s \| \| 4e \| Heiner Parra \| Colombie \| GW Shimano \| + 11 s \| \| 5e \| Nelson Camargo \| Venezuela \| \| + 16 s \| \| 6e \| José Mendoza \| Venezuela \| JHS Grupo \| + 27 s \| \| 7e \| Ronald González \| Venezuela \| Inversiones Alexander \| + 27 s \| \| 8e \| Ángel Rivas \| Venezuela \| Bicicletas Castilla-FedeIndustrias Fundey \| + 27 s \| \| 9e \| Pedro Gutiérrez \| Venezuela \| Banco Bicentenario Gob Yaracuy Trek \| + 27 s \| \| 10e \| Roniel Campos \| Venezuela \| \| + 29 s \| |                  |            |                                           |                 |
| |                  |            |                                           |                 |
| |                  |            |                                           |                 |
| Classement de l'étape |                  |            |                                           |                 |
| Coureur | Coureur          | Pays       | Équipe                                    | Temps           |
| 1er | Iván Sosa        | Colombie   | Androni Giocattoli-Sidermec               | 3 h 36 min 21 s |
| 2e | Anderson Paredes | Venezuela  | Team Ecuador                              | + 3 s           |
| 3e | Kevin Rivera     | Costa Rica | Androni Giocattoli-Sidermec               | + 9 s           |
| 4e | Heiner Parra     | Colombie   | GW Shimano                                | + 11 s          |
| 5e | Nelson Camargo   | Venezuela  |                                           | + 16 s          |
| 6e | José Mendoza     | Venezuela  | JHS Grupo                                 | + 27 s          |
| 7e | Ronald González  | Venezuela  | Inversiones Alexander                     | + 27 s          |
| 8e | Ángel Rivas      | Venezuela  | Bicicletas Castilla-FedeIndustrias Fundey | + 27 s          |
| 9e | Pedro Gutiérrez  | Venezuela  | Banco Bicentenario Gob Yaracuy Trek       | + 27 s          |
| 10e | Roniel Campos    | Venezuela  |                                           | + 29 s          |

| \| Classement général \| Classement général \| Classement général \| Classement général \| Classement général \| \| Coureur \| Coureur \| Pays \| Équipe \| Temps \| \| ------------------ \| ------------------ \| ------------------ \| ----------------------------------------- \| ------------------ \| \| 1er \| Pedro Gutiérrez \| Venezuela \| Banco Bicentenario Gob Yaracuy Trek \| 15 h 41 min 43 s \| \| 2e \| Ángel Rivas \| Venezuela \| Bicicletas Castilla-FedeIndustrias Fundey \| + 3 s \| \| 3e \| Ronald González \| Venezuela \| Inversiones Alexander \| + 7 s \| \| 4e \| Carlos Torres \| Venezuela \| JHS Grupo \| + 23 s \| \| 5e \| Freddy Vargas \| Venezuela \| Lotería del Táchira \| + 46 s \| \| 6e \| Pedro Sequera \| Venezuela \| Lotería del Táchira \| + 1 min 10 s \| \| 7e \| José Mendoza \| Venezuela \| JHS Grupo \| + 1 min 20 s \| \| 8e \| Rafael Medina \| Venezuela \| Concafe Amo Táchira \| + 1 min 22 s \| \| 9e \| Franklin Chacón \| Venezuela \| \| + 1 min 25 s \| \| 10e \| Luca Chirico \| Italie \| Androni Giocattoli-Sidermec \| + 2 min 14 s \| |                 |           |                                           |                  |
| |                 |           |                                           |                  |
| |                 |           |                                           |                  |
| Classement général |                 |           |                                           |                  |
| Coureur | Coureur         | Pays      | Équipe                                    | Temps            |
| 1er | Pedro Gutiérrez | Venezuela | Banco Bicentenario Gob Yaracuy Trek       | 15 h 41 min 43 s |
| 2e | Ángel Rivas     | Venezuela | Bicicletas Castilla-FedeIndustrias Fundey | + 3 s            |
| 3e | Ronald González | Venezuela | Inversiones Alexander                     | + 7 s            |
| 4e | Carlos Torres   | Venezuela | JHS Grupo                                 | + 23 s           |
| 5e | Freddy Vargas   | Venezuela | Lotería del Táchira                       | + 46 s           |
| 6e | Pedro Sequera   | Venezuela | Lotería del Táchira                       | + 1 min 10 s     |
| 7e | José Mendoza    | Venezuela | JHS Grupo                                 | + 1 min 20 s     |
| 8e | Rafael Medina   | Venezuela | Concafe Amo Táchira                       | + 1 min 22 s     |
| 9e | Franklin Chacón | Venezuela |                                           | + 1 min 25 s     |
| 10e | Luca Chirico    | Italie    | Androni Giocattoli-Sidermec               | + 2 min 14 s     |

### 5eétape
| \| Classement de l'étape \| Classement de l'étape \| Classement de l'étape \| Classement de l'étape \| Classement de l'étape \| \| Coureur \| Coureur \| Pays \| Équipe \| Temps \| \| --------------------- \| --------------------- \| --------------------- \| ----------------------------------- \| --------------------- \| \| 1er \| Jorge Abreu \| Venezuela \| Kino Táchira \| 3 h 44 min 35 s \| \| 2e \| Raffaello Bonusi \| Italie \| Androni Giocattoli-Sidermec \| + 28 s \| \| 3e \| Iván Sosa \| Colombie \| Androni Giocattoli-Sidermec \| + 57 s \| \| 4e \| Kevin Rivera \| Costa Rica \| Androni Giocattoli-Sidermec \| + 59 s \| \| 5e \| Pedro Gutiérrez \| Venezuela \| Banco Bicentenario Gob Yaracuy Trek \| + 1 min 01 s \| \| 6e \| Ronald González \| Venezuela \| Inversiones Alexander \| + 1 min 01 s \| \| 7e \| Jhonathan Ospina \| Colombie \| GW Shimano \| + 1 min 08 s \| \| 8e \| Heiner Parra \| Colombie \| GW Shimano \| + 1 min 08 s \| \| 9e \| José Alarcón \| Venezuela \| Gobierno de Miranda-Trek \| + 1 min 11 s \| \| 10e \| Rafael Medina \| Venezuela \| Concafe Amo Táchira \| + 1 min 11 s \| |                  |            |                                     |                 |
| |                  |            |                                     |                 |
| |                  |            |                                     |                 |
| Classement de l'étape |                  |            |                                     |                 |
| Coureur | Coureur          | Pays       | Équipe                              | Temps           |
| 1er | Jorge Abreu      | Venezuela  | Kino Táchira                        | 3 h 44 min 35 s |
| 2e | Raffaello Bonusi | Italie     | Androni Giocattoli-Sidermec         | + 28 s          |
| 3e | Iván Sosa        | Colombie   | Androni Giocattoli-Sidermec         | + 57 s          |
| 4e | Kevin Rivera     | Costa Rica | Androni Giocattoli-Sidermec         | + 59 s          |
| 5e | Pedro Gutiérrez  | Venezuela  | Banco Bicentenario Gob Yaracuy Trek | + 1 min 01 s    |
| 6e | Ronald González  | Venezuela  | Inversiones Alexander               | + 1 min 01 s    |
| 7e | Jhonathan Ospina | Colombie   | GW Shimano                          | + 1 min 08 s    |
| 8e | Heiner Parra     | Colombie   | GW Shimano                          | + 1 min 08 s    |
| 9e | José Alarcón     | Venezuela  | Gobierno de Miranda-Trek            | + 1 min 11 s    |
| 10e | Rafael Medina    | Venezuela  | Concafe Amo Táchira                 | + 1 min 11 s    |

| \| Classement général \| Classement général \| Classement général \| Classement général \| Classement général \| \| Coureur \| Coureur \| Pays \| Équipe \| Temps \| \| ------------------ \| ------------------ \| ------------------ \| ----------------------------------------- \| ------------------ \| \| 1er \| Pedro Gutiérrez \| Venezuela \| Banco Bicentenario Gob Yaracuy Trek \| 19 h 27 min 19 s \| \| 2e \| Ronald González \| Venezuela \| Inversiones Alexander \| + 7 s \| \| 3e \| Ángel Rivas \| Venezuela \| Bicicletas Castilla-FedeIndustrias Fundey \| + 33 s \| \| 4e \| Carlos Torres \| Venezuela \| JHS Grupo \| + 40 s \| \| 5e \| Freddy Vargas \| Venezuela \| Lotería del Táchira \| + 1 min 25 s \| \| 6e \| Rafael Medina \| Venezuela \| Concafe Amo Táchira \| + 1 min 32 s \| \| 7e \| José Mendoza \| Venezuela \| JHS Grupo \| + 1 min 37 s \| \| 8e \| Pedro Sequera \| Venezuela \| Lotería del Táchira \| + 1 min 47 s \| \| 9e \| Franklin Chacón \| Venezuela \| \| + 2 min 07 s \| \| 10e \| Luca Chirico \| Italie \| Androni Giocattoli-Sidermec \| + 3 min 13 s \| |                 |           |                                           |                  |
| |                 |           |                                           |                  |
| |                 |           |                                           |                  |
| Classement général |                 |           |                                           |                  |
| Coureur | Coureur         | Pays      | Équipe                                    | Temps            |
| 1er | Pedro Gutiérrez | Venezuela | Banco Bicentenario Gob Yaracuy Trek       | 19 h 27 min 19 s |
| 2e | Ronald González | Venezuela | Inversiones Alexander                     | + 7 s            |
| 3e | Ángel Rivas     | Venezuela | Bicicletas Castilla-FedeIndustrias Fundey | + 33 s           |
| 4e | Carlos Torres   | Venezuela | JHS Grupo                                 | + 40 s           |
| 5e | Freddy Vargas   | Venezuela | Lotería del Táchira                       | + 1 min 25 s     |
| 6e | Rafael Medina   | Venezuela | Concafe Amo Táchira                       | + 1 min 32 s     |
| 7e | José Mendoza    | Venezuela | JHS Grupo                                 | + 1 min 37 s     |
| 8e | Pedro Sequera   | Venezuela | Lotería del Táchira                       | + 1 min 47 s     |
| 9e | Franklin Chacón | Venezuela |                                           | + 2 min 07 s     |
| 10e | Luca Chirico    | Italie    | Androni Giocattoli-Sidermec               | + 3 min 13 s     |

### 6eétape
| \| Classement de l'étape \| Classement de l'étape \| Classement de l'étape \| Classement de l'étape \| Classement de l'étape \| \| Coureur \| Coureur \| Pays \| Équipe \| Temps \| \| --------------------- \| --------------------- \| --------------------- \| ----------------------------------- \| --------------------- \| \| 1er \| José Márquez \| Venezuela \| JHS Grupo \| 4 h 41 min 18 s \| \| 2e \| Félix Barón \| Colombie \| FAH Aroma Gourmet \| + 1 min 11 s \| \| 3e \| Daniel Abreu \| Venezuela \| \| + 1 min 21 s \| \| 4e \| José Serpa \| Colombie \| GW Shimano \| + 1 min 45 s \| \| 5e \| Kevin Rivera \| Costa Rica \| Androni Giocattoli-Sidermec \| + 2 min 09 s \| \| 6e \| Manuel Medina \| Venezuela \| Deportivo Táchira \| + 2 min 46 s \| \| 7e \| Iván Sosa \| Colombie \| Androni Giocattoli-Sidermec \| + 2 min 46 s \| \| 8e \| Nelson Camargo \| Venezuela \| \| + 3 min 57 s \| \| 9e \| Ronald González \| Venezuela \| Inversiones Alexander \| + 4 min 15 s \| \| 10e \| Pedro Gutiérrez \| Venezuela \| Banco Bicentenario Gob Yaracuy Trek \| + 4 min 15 s \| |                 |            |                                     |                 |
| |                 |            |                                     |                 |
| |                 |            |                                     |                 |
| Classement de l'étape |                 |            |                                     |                 |
| Coureur | Coureur         | Pays       | Équipe                              | Temps           |
| 1er | José Márquez    | Venezuela  | JHS Grupo                           | 4 h 41 min 18 s |
| 2e | Félix Barón     | Colombie   | FAH Aroma Gourmet                   | + 1 min 11 s    |
| 3e | Daniel Abreu    | Venezuela  |                                     | + 1 min 21 s    |
| 4e | José Serpa      | Colombie   | GW Shimano                          | + 1 min 45 s    |
| 5e | Kevin Rivera    | Costa Rica | Androni Giocattoli-Sidermec         | + 2 min 09 s    |
| 6e | Manuel Medina   | Venezuela  | Deportivo Táchira                   | + 2 min 46 s    |
| 7e | Iván Sosa       | Colombie   | Androni Giocattoli-Sidermec         | + 2 min 46 s    |
| 8e | Nelson Camargo  | Venezuela  |                                     | + 3 min 57 s    |
| 9e | Ronald González | Venezuela  | Inversiones Alexander               | + 4 min 15 s    |
| 10e | Pedro Gutiérrez | Venezuela  | Banco Bicentenario Gob Yaracuy Trek | + 4 min 15 s    |

| \| Classement général \| Classement général \| Classement général \| Classement général \| Classement général \| \| Coureur \| Coureur \| Pays \| Équipe \| Temps \| \| ------------------ \| ------------------ \| ------------------ \| ----------------------------------------- \| ------------------ \| \| 1er \| Pedro Gutiérrez \| Venezuela \| Banco Bicentenario Gob Yaracuy Trek \| 24 h 12 min 52 s \| \| 2e \| Ronald González \| Venezuela \| Inversiones Alexander \| + 7 s \| \| 3e \| Ángel Rivas \| Venezuela \| Bicicletas Castilla-FedeIndustrias Fundey \| + 48 s \| \| 4e \| Carlos Torres \| Venezuela \| JHS Grupo \| + 51 s \| \| 5e \| Rafael Medina \| Venezuela \| Concafe Amo Táchira \| + 1 min 36 s \| \| 6e \| José Mendoza \| Venezuela \| JHS Grupo \| + 1 min 45 s \| \| 7e \| Franklin Chacón \| Venezuela \| \| + 2 min 49 s \| \| 8e \| Pedro Sequera \| Venezuela \| Lotería del Táchira \| + 3 min 18 s \| \| 9e \| Freddy Vargas \| Venezuela \| Lotería del Táchira \| + 3 min 30 s \| \| 10e \| Rodolfo Fernández \| Venezuela \| Bic Castilla FedeIndustrias Fundey \| + 5 min 40 s \| |                   |           |                                           |                  |
| |                   |           |                                           |                  |
| |                   |           |                                           |                  |
| Classement général |                   |           |                                           |                  |
| Coureur | Coureur           | Pays      | Équipe                                    | Temps            |
| 1er | Pedro Gutiérrez   | Venezuela | Banco Bicentenario Gob Yaracuy Trek       | 24 h 12 min 52 s |
| 2e | Ronald González   | Venezuela | Inversiones Alexander                     | + 7 s            |
| 3e | Ángel Rivas       | Venezuela | Bicicletas Castilla-FedeIndustrias Fundey | + 48 s           |
| 4e | Carlos Torres     | Venezuela | JHS Grupo                                 | + 51 s           |
| 5e | Rafael Medina     | Venezuela | Concafe Amo Táchira                       | + 1 min 36 s     |
| 6e | José Mendoza      | Venezuela | JHS Grupo                                 | + 1 min 45 s     |
| 7e | Franklin Chacón   | Venezuela |                                           | + 2 min 49 s     |
| 8e | Pedro Sequera     | Venezuela | Lotería del Táchira                       | + 3 min 18 s     |
| 9e | Freddy Vargas     | Venezuela | Lotería del Táchira                       | + 3 min 30 s     |
| 10e | Rodolfo Fernández | Venezuela | Bic Castilla FedeIndustrias Fundey        | + 5 min 40 s     |

### 7eétape
| \| Classement de l'étape \| Classement de l'étape \| Classement de l'étape \| Classement de l'étape \| Classement de l'étape \| \| Coureur \| Coureur \| Pays \| Équipe \| Temps \| \| --------------------- \| --------------------- \| --------------------- \| ----------------------------------- \| --------------------- \| \| 1er \| Kevin Rivera \| Costa Rica \| Androni Giocattoli-Sidermec \| 2 h 37 min 41 s \| \| 2e \| Manuel Medina \| Venezuela \| Deportivo Táchira \| + 45 s \| \| 3e \| Heiner Parra \| Colombie \| GW Shimano \| + 56 s \| \| 4e \| Raffaello Bonusi \| Italie \| Androni Giocattoli-Sidermec \| + 1 min 02 s \| \| 5e \| Pedro Gutiérrez \| Venezuela \| Banco Bicentenario Gob Yaracuy Trek \| + 1 min 02 s \| \| 6e \| Luca Chirico \| Italie \| Androni Giocattoli-Sidermec \| + 1 min 02 s \| \| 7e \| Yonathan Monsalve \| Venezuela \| Qinghai Tianyoude \| + 1 min 02 s \| \| 8e \| Rafael Medina \| Venezuela \| Concafe Amo Táchira \| + 1 min 02 s \| \| 9e \| José Mendoza \| Venezuela \| JHS Grupo \| + 1 min 02 s \| \| 10e \| Dario Osorio \| Venezuela \| \| + 1 min 02 s \| |                   |            |                                     |                 |
| |                   |            |                                     |                 |
| |                   |            |                                     |                 |
| Classement de l'étape |                   |            |                                     |                 |
| Coureur | Coureur           | Pays       | Équipe                              | Temps           |
| 1er | Kevin Rivera      | Costa Rica | Androni Giocattoli-Sidermec         | 2 h 37 min 41 s |
| 2e | Manuel Medina     | Venezuela  | Deportivo Táchira                   | + 45 s          |
| 3e | Heiner Parra      | Colombie   | GW Shimano                          | + 56 s          |
| 4e | Raffaello Bonusi  | Italie     | Androni Giocattoli-Sidermec         | + 1 min 02 s    |
| 5e | Pedro Gutiérrez   | Venezuela  | Banco Bicentenario Gob Yaracuy Trek | + 1 min 02 s    |
| 6e | Luca Chirico      | Italie     | Androni Giocattoli-Sidermec         | + 1 min 02 s    |
| 7e | Yonathan Monsalve | Venezuela  | Qinghai Tianyoude                   | + 1 min 02 s    |
| 8e | Rafael Medina     | Venezuela  | Concafe Amo Táchira                 | + 1 min 02 s    |
| 9e | José Mendoza      | Venezuela  | JHS Grupo                           | + 1 min 02 s    |
| 10e | Dario Osorio      | Venezuela  |                                     | + 1 min 02 s    |

| \| Classement général \| Classement général \| Classement général \| Classement général \| Classement général \| \| Coureur \| Coureur \| Pays \| Équipe \| Temps \| \| ------------------ \| ------------------ \| ------------------ \| ----------------------------------------- \| ------------------ \| \| 1er \| Pedro Gutiérrez \| Venezuela \| Banco Bicentenario Gob Yaracuy Trek \| 26 h 51 min 35 s \| \| 2e \| Ronald González \| Venezuela \| Inversiones Alexander \| + 7 s \| \| 3e \| Carlos Torres \| Venezuela \| JHS Grupo \| + 51 s \| \| 4e \| Ángel Rivas \| Venezuela \| Bicicletas Castilla-FedeIndustrias Fundey \| + 1 min 02 s \| \| 5e \| Rafael Medina \| Venezuela \| Concafe Amo Táchira \| + 1 min 36 s \| \| 6e \| José Mendoza \| Venezuela \| JHS Grupo \| + 1 min 45 s \| \| 7e \| Franklin Chacón \| Venezuela \| \| + 3 min 03 s \| \| 8e \| Pedro Sequera \| Venezuela \| Lotería del Táchira \| + 3 min 25 s \| \| 9e \| Freddy Vargas \| Venezuela \| Lotería del Táchira \| + 4 min 33 s \| \| 10e \| Rodolfo Fernández \| Venezuela \| Bic Castilla FedeIndustrias Fundey \| + 6 min 43 s \| |                   |           |                                           |                  |
| |                   |           |                                           |                  |
| |                   |           |                                           |                  |
| Classement général |                   |           |                                           |                  |
| Coureur | Coureur           | Pays      | Équipe                                    | Temps            |
| 1er | Pedro Gutiérrez   | Venezuela | Banco Bicentenario Gob Yaracuy Trek       | 26 h 51 min 35 s |
| 2e | Ronald González   | Venezuela | Inversiones Alexander                     | + 7 s            |
| 3e | Carlos Torres     | Venezuela | JHS Grupo                                 | + 51 s           |
| 4e | Ángel Rivas       | Venezuela | Bicicletas Castilla-FedeIndustrias Fundey | + 1 min 02 s     |
| 5e | Rafael Medina     | Venezuela | Concafe Amo Táchira                       | + 1 min 36 s     |
| 6e | José Mendoza      | Venezuela | JHS Grupo                                 | + 1 min 45 s     |
| 7e | Franklin Chacón   | Venezuela |                                           | + 3 min 03 s     |
| 8e | Pedro Sequera     | Venezuela | Lotería del Táchira                       | + 3 min 25 s     |
| 9e | Freddy Vargas     | Venezuela | Lotería del Táchira                       | + 4 min 33 s     |
| 10e | Rodolfo Fernández | Venezuela | Bic Castilla FedeIndustrias Fundey        | + 6 min 43 s     |

### 8eétape
| \| Classement de l'étape \| Classement de l'étape \| Classement de l'étape \| Classement de l'étape \| Classement de l'étape \| \| Coureur \| Coureur \| Pays \| Équipe \| Temps \| \| --------------------- \| --------------------- \| --------------------- \| ----------------------------------- \| --------------------- \| \| 1er \| Cristhian Talero \| Colombie \| GW Shimano \| 3 h 12 min 44 s \| \| 2e \| Yorman Fuentes \| Venezuela \| \| + 0 s \| \| 3e \| Yonathan Salinas \| Venezuela \| Lotería del Táchira \| + 0 s \| \| 4e \| Luca Chirico \| Italie \| Androni Giocattoli-Sidermec \| + 0 s \| \| 5e \| Gabriel Mendoza \| Venezuela \| Amo Táchira-Concafé \| + 2 s \| \| 6e \| Manuel Medina \| Venezuela \| Deportivo Táchira \| + 4 s \| \| 7e \| Pedro Gutiérrez \| Venezuela \| Banco Bicentenario Gob Yaracuy Trek \| + 2 min 26 s \| \| 8e \| Matteo Malucelli \| Italie \| Androni Giocattoli-Sidermec \| + 2 min 26 s \| \| 9e \| Diego Fernando Ruiz \| Colombie \| BetPlay Cycling Team \| + 2 min 26 s \| \| 10e \| Jhonathan Ospina \| Colombie \| GW Shimano \| + 2 min 26 s \| |                     |           |                                     |                 |
| |                     |           |                                     |                 |
| |                     |           |                                     |                 |
| Classement de l'étape |                     |           |                                     |                 |
| Coureur | Coureur             | Pays      | Équipe                              | Temps           |
| 1er | Cristhian Talero    | Colombie  | GW Shimano                          | 3 h 12 min 44 s |
| 2e | Yorman Fuentes      | Venezuela |                                     | + 0 s           |
| 3e | Yonathan Salinas    | Venezuela | Lotería del Táchira                 | + 0 s           |
| 4e | Luca Chirico        | Italie    | Androni Giocattoli-Sidermec         | + 0 s           |
| 5e | Gabriel Mendoza     | Venezuela | Amo Táchira-Concafé                 | + 2 s           |
| 6e | Manuel Medina       | Venezuela | Deportivo Táchira                   | + 4 s           |
| 7e | Pedro Gutiérrez     | Venezuela | Banco Bicentenario Gob Yaracuy Trek | + 2 min 26 s    |
| 8e | Matteo Malucelli    | Italie    | Androni Giocattoli-Sidermec         | + 2 min 26 s    |
| 9e | Diego Fernando Ruiz | Colombie  | BetPlay Cycling Team                | + 2 min 26 s    |
| 10e | Jhonathan Ospina    | Colombie  | GW Shimano                          | + 2 min 26 s    |

| \| Classement général \| Classement général \| Classement général \| Classement général \| Classement général \| \| Coureur \| Coureur \| Pays \| Équipe \| Temps \| \| ------------------ \| ------------------ \| ------------------ \| ----------------------------------------- \| ------------------ \| \| 1er \| Pedro Gutiérrez \| Venezuela \| Banco Bicentenario Gob Yaracuy Trek \| 30 h 06 min 45 s \| \| 2e \| Ronald González \| Venezuela \| Inversiones Alexander \| + 7 s \| \| 3e \| Carlos Torres \| Venezuela \| JHS Grupo \| + 51 s \| \| 4e \| Ángel Rivas \| Venezuela \| Bicicletas Castilla-FedeIndustrias Fundey \| + 1 min 02 s \| \| 5e \| Rafael Medina \| Venezuela \| Concafe Amo Táchira \| + 1 min 36 s \| \| 6e \| José Mendoza \| Venezuela \| JHS Grupo \| + 1 min 45 s \| \| 7e \| Franklin Chacón \| Venezuela \| \| + 3 min 03 s \| \| 8e \| Pedro Sequera \| Venezuela \| Lotería del Táchira \| + 3 min 25 s \| \| 9e \| Freddy Vargas \| Venezuela \| Lotería del Táchira \| + 4 min 33 s \| \| 10e \| Rodolfo Fernández \| Venezuela \| Bic Castilla FedeIndustrias Fundey \| + 6 min 43 s \| |                   |           |                                           |                  |
| |                   |           |                                           |                  |
| |                   |           |                                           |                  |
| Classement général |                   |           |                                           |                  |
| Coureur | Coureur           | Pays      | Équipe                                    | Temps            |
| 1er | Pedro Gutiérrez   | Venezuela | Banco Bicentenario Gob Yaracuy Trek       | 30 h 06 min 45 s |
| 2e | Ronald González   | Venezuela | Inversiones Alexander                     | + 7 s            |
| 3e | Carlos Torres     | Venezuela | JHS Grupo                                 | + 51 s           |
| 4e | Ángel Rivas       | Venezuela | Bicicletas Castilla-FedeIndustrias Fundey | + 1 min 02 s     |
| 5e | Rafael Medina     | Venezuela | Concafe Amo Táchira                       | + 1 min 36 s     |
| 6e | José Mendoza      | Venezuela | JHS Grupo                                 | + 1 min 45 s     |
| 7e | Franklin Chacón   | Venezuela |                                           | + 3 min 03 s     |
| 8e | Pedro Sequera     | Venezuela | Lotería del Táchira                       | + 3 min 25 s     |
| 9e | Freddy Vargas     | Venezuela | Lotería del Táchira                       | + 4 min 33 s     |
| 10e | Rodolfo Fernández | Venezuela | Bic Castilla FedeIndustrias Fundey        | + 6 min 43 s     |

### 9eétape
| \| Classement de l'étape \| Classement de l'étape \| Classement de l'étape \| Classement de l'étape \| Classement de l'étape \| \| Coureur \| Coureur \| Pays \| Équipe \| Temps \| \| --------------------- \| --------------------- \| --------------------- \| ----------------------------------- \| --------------------- \| \| 1er \| José Serpa \| Colombie \| GW Shimano \| 3 h 29 min 46 s \| \| 2e \| Iván Sosa \| Colombie \| Androni Giocattoli-Sidermec \| + 11 s \| \| 3e \| José Márquez \| Venezuela \| JHS Grupo \| + 46 s \| \| 4e \| Heiner Parra \| Colombie \| GW Shimano \| + 1 min 05 s \| \| 5e \| Manuel Medina \| Venezuela \| Deportivo Táchira \| + 1 min 49 s \| \| 6e \| Kevin Rivera \| Costa Rica \| Androni Giocattoli-Sidermec \| + 1 min 49 s \| \| 7e \| Nelson Camargo \| Venezuela \| \| + 2 min 09 s \| \| 8e \| Rafael Medina \| Venezuela \| Concafe Amo Táchira \| + 2 min 43 s \| \| 9e \| José Mendoza \| Venezuela \| JHS Grupo \| + 2 min 49 s \| \| 10e \| Pedro Gutiérrez \| Venezuela \| Banco Bicentenario Gob Yaracuy Trek \| + 2 min 50 s \| |                 |            |                                     |                 |
| |                 |            |                                     |                 |
| |                 |            |                                     |                 |
| Classement de l'étape |                 |            |                                     |                 |
| Coureur | Coureur         | Pays       | Équipe                              | Temps           |
| 1er | José Serpa      | Colombie   | GW Shimano                          | 3 h 29 min 46 s |
| 2e | Iván Sosa       | Colombie   | Androni Giocattoli-Sidermec         | + 11 s          |
| 3e | José Márquez    | Venezuela  | JHS Grupo                           | + 46 s          |
| 4e | Heiner Parra    | Colombie   | GW Shimano                          | + 1 min 05 s    |
| 5e | Manuel Medina   | Venezuela  | Deportivo Táchira                   | + 1 min 49 s    |
| 6e | Kevin Rivera    | Costa Rica | Androni Giocattoli-Sidermec         | + 1 min 49 s    |
| 7e | Nelson Camargo  | Venezuela  |                                     | + 2 min 09 s    |
| 8e | Rafael Medina   | Venezuela  | Concafe Amo Táchira                 | + 2 min 43 s    |
| 9e | José Mendoza    | Venezuela  | JHS Grupo                           | + 2 min 49 s    |
| 10e | Pedro Gutiérrez | Venezuela  | Banco Bicentenario Gob Yaracuy Trek | + 2 min 50 s    |

| \| Classement général \| Classement général \| Classement général \| Classement général \| Classement général \| \| Coureur \| Coureur \| Pays \| Équipe \| Temps \| \| ------------------ \| ------------------ \| ------------------ \| ----------------------------------------- \| ------------------ \| \| 1er \| Pedro Gutiérrez \| Venezuela \| Banco Bicentenario Gob Yaracuy Trek \| 33 h 39 min 21 s \| \| 2e \| Ronald González \| Venezuela \| Inversiones Alexander \| + 7 s \| \| 3e \| Rafael Medina \| Venezuela \| Concafe Amo Táchira \| + 1 min 29 s \| \| 4e \| Ángel Rivas \| Venezuela \| Bicicletas Castilla-FedeIndustrias Fundey \| + 1 min 35 s \| \| 5e \| José Mendoza \| Venezuela \| JHS Grupo \| + 1 min 44 s \| \| 6e \| Carlos Torres \| Venezuela \| JHS Grupo \| + 3 min 42 s \| \| 7e \| Franklin Chacón \| Venezuela \| \| + 4 min 01 s \| \| 8e \| Pedro Sequera \| Venezuela \| Lotería del Táchira \| + 5 min 09 s \| \| 9e \| Freddy Vargas \| Venezuela \| Lotería del Táchira \| + 8 min 18 s \| \| 10e \| Iván Sosa \| Colombie \| Androni Giocattoli-Sidermec \| + 11 min 34 s \| |                 |           |                                           |                  |
| |                 |           |                                           |                  |
| |                 |           |                                           |                  |
| Classement général |                 |           |                                           |                  |
| Coureur | Coureur         | Pays      | Équipe                                    | Temps            |
| 1er | Pedro Gutiérrez | Venezuela | Banco Bicentenario Gob Yaracuy Trek       | 33 h 39 min 21 s |
| 2e | Ronald González | Venezuela | Inversiones Alexander                     | + 7 s            |
| 3e | Rafael Medina   | Venezuela | Concafe Amo Táchira                       | + 1 min 29 s     |
| 4e | Ángel Rivas     | Venezuela | Bicicletas Castilla-FedeIndustrias Fundey | + 1 min 35 s     |
| 5e | José Mendoza    | Venezuela | JHS Grupo                                 | + 1 min 44 s     |
| 6e | Carlos Torres   | Venezuela | JHS Grupo                                 | + 3 min 42 s     |
| 7e | Franklin Chacón | Venezuela |                                           | + 4 min 01 s     |
| 8e | Pedro Sequera   | Venezuela | Lotería del Táchira                       | + 5 min 09 s     |
| 9e | Freddy Vargas   | Venezuela | Lotería del Táchira                       | + 8 min 18 s     |
| 10e | Iván Sosa       | Colombie  | Androni Giocattoli-Sidermec               | + 11 min 34 s    |

### 10eétape
| \| Classement de l'étape \| Classement de l'étape \| Classement de l'étape \| Classement de l'étape \| Classement de l'étape \| \| Coureur \| Coureur \| Pays \| Équipe \| Temps \| \| --------------------- \| --------------------- \| --------------------- \| --------------------------- \| --------------------- \| \| 1er \| Yonathan Monsalve \| Venezuela \| Qinghai Tianyoude \| 2 h 56 min 23 s \| \| 2e \| Félix Barón \| Colombie \| FAH Aroma Gourmet \| + 2 s \| \| 3e \| Raffaello Bonusi \| Italie \| Androni Giocattoli-Sidermec \| + 27 s \| \| 4e \| Yorman Fuentes \| Venezuela \| \| + 3 min 43 s \| \| 5e \| Yeison Reyes \| Colombie \| GW Shimano \| + 3 min 49 s \| \| 6e \| Luca Chirico \| Italie \| Androni Giocattoli-Sidermec \| + 4 min 25 s \| \| 7e \| Iván Sosa \| Colombie \| Androni Giocattoli-Sidermec \| + 4 min 26 s \| \| 8e \| Cristhian Talero \| Colombie \| GW Shimano \| + 4 min 26 s \| \| 9e \| Kevin Rivera \| Costa Rica \| Androni Giocattoli-Sidermec \| + 4 min 26 s \| \| 10e \| Rafael Medina \| Venezuela \| Concafe Amo Táchira \| + 4 min 30 s \| |                   |            |                             |                 |
| |                   |            |                             |                 |
| |                   |            |                             |                 |
| Classement de l'étape |                   |            |                             |                 |
| Coureur | Coureur           | Pays       | Équipe                      | Temps           |
| 1er | Yonathan Monsalve | Venezuela  | Qinghai Tianyoude           | 2 h 56 min 23 s |
| 2e | Félix Barón       | Colombie   | FAH Aroma Gourmet           | + 2 s           |
| 3e | Raffaello Bonusi  | Italie     | Androni Giocattoli-Sidermec | + 27 s          |
| 4e | Yorman Fuentes    | Venezuela  |                             | + 3 min 43 s    |
| 5e | Yeison Reyes      | Colombie   | GW Shimano                  | + 3 min 49 s    |
| 6e | Luca Chirico      | Italie     | Androni Giocattoli-Sidermec | + 4 min 25 s    |
| 7e | Iván Sosa         | Colombie   | Androni Giocattoli-Sidermec | + 4 min 26 s    |
| 8e | Cristhian Talero  | Colombie   | GW Shimano                  | + 4 min 26 s    |
| 9e | Kevin Rivera      | Costa Rica | Androni Giocattoli-Sidermec | + 4 min 26 s    |
| 10e | Rafael Medina     | Venezuela  | Concafe Amo Táchira         | + 4 min 30 s    |

## Classements finals

### Classement général final
| \| Classement général \| Classement général \| Classement général \| Classement général \| Classement général \| \| Coureur \| Coureur \| Pays \| Équipe \| Temps \| \| ------------------ \| ------------------ \| ------------------ \| ----------------------------------------- \| ------------------ \| \| 1er \| Pedro Gutiérrez \| Venezuela \| Banco Bicentenario Gob Yaracuy Trek \| 36 h 40 min 14 s \| \| 2e \| Ronald González \| Venezuela \| Inversiones Alexander \| + 16 s \| \| 3e \| Rafael Medina \| Venezuela \| Concafe Amo Táchira \| + 1 min 29 s \| \| 4e \| José Mendoza \| Venezuela \| JHS Grupo \| + 1 min 53 s \| \| 5e \| Ángel Rivas \| Venezuela \| Bicicletas Castilla-FedeIndustrias Fundey \| + 2 min 03 s \| \| 6e \| Carlos Torres \| Venezuela \| JHS Grupo \| + 3 min 51 s \| \| 7e \| Franklin Chacón \| Venezuela \| \| + 4 min 15 s \| \| 8e \| Pedro Sequera \| Venezuela \| Lotería del Táchira \| + 5 min 23 s \| \| 9e \| Freddy Vargas \| Venezuela \| Lotería del Táchira \| + 8 min 37 s \| \| 10e \| Iván Sosa \| Colombie \| Androni Giocattoli-Sidermec \| + 11 min 30 s \| \| 11e \| Kevin Rivera \| Costa Rica \| Androni Giocattoli-Sidermec \| + 11 min 46 s \| \| 12e \| Manuel Medina \| Venezuela \| Deportivo Táchira \| + 12 min 20 s \| \| 13e \| José Márquez \| Venezuela \| JHS Grupo \| + 13 min 06 s \| \| 14e \| Luis Mora \| Venezuela \| Concafe Amo Táchira \| + 14 min 09 s \| \| 15e \| Heiner Parra \| Colombie \| GW Shimano \| + 14 min 53 s \| |                 |            |                                           |                  |
| |                 |            |                                           |                  |
| Sources : ProCyclingStats Cycling Archives |                 |            |                                           |                  |
| Classement général |                 |            |                                           |                  |
| Coureur | Coureur         | Pays       | Équipe                                    | Temps            |
| 1er | Pedro Gutiérrez | Venezuela  | Banco Bicentenario Gob Yaracuy Trek       | 36 h 40 min 14 s |
| 2e | Ronald González | Venezuela  | Inversiones Alexander                     | + 16 s           |
| 3e | Rafael Medina   | Venezuela  | Concafe Amo Táchira                       | + 1 min 29 s     |
| 4e | José Mendoza    | Venezuela  | JHS Grupo                                 | + 1 min 53 s     |
| 5e | Ángel Rivas     | Venezuela  | Bicicletas Castilla-FedeIndustrias Fundey | + 2 min 03 s     |
| 6e | Carlos Torres   | Venezuela  | JHS Grupo                                 | + 3 min 51 s     |
| 7e | Franklin Chacón | Venezuela  |                                           | + 4 min 15 s     |
| 8e | Pedro Sequera   | Venezuela  | Lotería del Táchira                       | + 5 min 23 s     |
| 9e | Freddy Vargas   | Venezuela  | Lotería del Táchira                       | + 8 min 37 s     |
| 10e | Iván Sosa       | Colombie   | Androni Giocattoli-Sidermec               | + 11 min 30 s    |
| 11e | Kevin Rivera    | Costa Rica | Androni Giocattoli-Sidermec               | + 11 min 46 s    |
| 12e | Manuel Medina   | Venezuela  | Deportivo Táchira                         | + 12 min 20 s    |
| 13e | José Márquez    | Venezuela  | JHS Grupo                                 | + 13 min 06 s    |
| 14e | Luis Mora       | Venezuela  | Concafe Amo Táchira                       | + 14 min 09 s    |
| 15e | Heiner Parra    | Colombie   | GW Shimano                                | + 14 min 53 s    |

### Classements annexes

#### Classement par points
| Classement par points | Classement par points | Classement par points | Classement par points               | Classement par points |
| Coureur               | Coureur               | Pays                  | Équipe                              | Points                |
| --------------------- | --------------------- | --------------------- | ----------------------------------- | --------------------- |
| 1er                   | Cristhian Talero      | Colombie              | GW Shimano                          | 91 pts                |
| 2e                    | Félix Barón           | Colombie              | FAH Aroma Gourmet                   | 91 pts                |
| 3e                    | Kevin Rivera          | Costa Rica            | Androni Giocattoli-Sidermec         | 88 pts                |
| 4e                    | Iván Sosa             | Colombie              | Androni Giocattoli-Sidermec         | 84 pts                |
| 5e                    | Pedro Gutiérrez       | Venezuela             | Banco Bicentenario Gob Yaracuy Trek | 83 pts                |
| 6e                    | Matteo Malucelli      | Italie                | Androni Giocattoli-Sidermec         | 82 pts                |
| 7e                    | Yonathan Monsalve     | Venezuela             | Qinghai Tianyoude                   | 74 pts                |
| 8e                    | José Serpa            | Colombie              | GW Shimano                          | 62 pts                |
| 9e                    | Heiner Parra          | Colombie              | GW Shimano                          | 56 pts                |
| 10e                   | Manuel Medina         | Venezuela             | Deportivo Táchira                   | 54 pts                |

#### Classement du meilleur grimpeur
| Classement de la montagne | Classement de la montagne | Classement de la montagne | Classement de la montagne                 | Classement de la montagne |
| Coureur                   | Coureur                   | Pays                      | Équipe                                    | Points                    |
| ------------------------- | ------------------------- | ------------------------- | ----------------------------------------- | ------------------------- |
| 1er                       | José Serpa                | Colombie                  | GW Shimano                                | 28 pts                    |
| 2e                        | José Márquez              | Venezuela                 | JHS Grupo                                 | 25 pts                    |
| 3e                        | Kevin Rivera              | Costa Rica                | Androni Giocattoli-Sidermec               | 15 pts                    |
| 4e                        | Jorge Abreu               | Venezuela                 | Kino Táchira                              | 12 pts                    |
| 5e                        | Ángel Rivas               | Venezuela                 | Bicicletas Castilla-FedeIndustrias Fundey | 11 pts                    |
| 6e                        | Anderson Paredes          | Venezuela                 | Team Ecuador                              | 10 pts                    |
| 7e                        | Heiner Parra              | Colombie                  | GW Shimano                                | 10 pts                    |
| 8e                        | Félix Barón               | Colombie                  | FAH Aroma Gourmet                         | 10 pts                    |
| 9e                        | Iván Sosa                 | Colombie                  | Androni Giocattoli-Sidermec               | 9 pts                     |
| 10e                       | Rafael Medina             | Venezuela                 | Concafe Amo Táchira                       | 8 pts                     |

#### Classement des sprints
| Classement des sprints | Classement des sprints | Classement des sprints | Classement des sprints                    | Classement des sprints |
| Coureur                | Coureur                | Pays                   | Équipe                                    | Points                 |
| ---------------------- | ---------------------- | ---------------------- | ----------------------------------------- | ---------------------- |
| 1er                    | Cristhian Talero       | Colombie               | GW Shimano                                | 58 pts                 |
| 2e                     | Félix Barón            | Colombie               | FAH Aroma Gourmet                         | 34 pts                 |
| 3e                     | Matteo Malucelli       | Italie                 | Androni Giocattoli-Sidermec               | 24 pts                 |
| 4e                     | Wilmen Bravo           | Venezuela              | JHS Aves                                  | 21 pts                 |
| 5e                     | José Serpa             | Colombie               | GW Shimano                                | 13 pts                 |
| 6e                     | Yonathan Monsalve      | Venezuela              | Qinghai Tianyoude                         | 11 pts                 |
| 7e                     | Yorman Fuentes         | Venezuela              |                                           | 11 pts                 |
| 8e                     | Pedro Sequera          | Venezuela              | Lotería del Táchira                       | 10 pts                 |
| 9e                     | Jorge Abreu            | Venezuela              | Kino Táchira                              | 10 pts                 |
| 10e                    | Ángel Rivas            | Venezuela              | Bicicletas Castilla-FedeIndustrias Fundey | 8 pts                  |

#### Classement du meilleur jeune
| Classement du meilleur jeune | Classement du meilleur jeune | Classement du meilleur jeune | Classement du meilleur jeune        | Classement du meilleur jeune |
| Coureur                      | Coureur                      | Pays                         | Équipe                              | Temps                        |
| ---------------------------- | ---------------------------- | ---------------------------- | ----------------------------------- | ---------------------------- |
| 1er                          | Franklin Chacón              | Venezuela                    |                                     | 36 h 44 min 29 s             |
| 2e                           | Iván Sosa                    | Colombie                     | Androni Giocattoli-Sidermec         | + 7 min 15 s                 |
| 3e                           | Kevin Rivera                 | Costa Rica                   | Androni Giocattoli-Sidermec         | + 7 min 31 s                 |
| 4e                           | Yurgen Ramírez               | Venezuela                    | Venezuela País de Futuro-Fina Arroz | + 14 min 29 s                |
| 5e                           | José Piñero                  | Venezuela                    | Fundación Ángel Pulgar              | + 28 min 20 s                |
| 6e                           | Orluis Aular                 | Venezuela                    | Start Team Gusto                    | + 29 min 23 s                |
| 7e                           | Emilio Cespedes              | Venezuela                    |                                     | + 30 min 24 s                |
| 8e                           | Yeison Reyes                 | Colombie                     | GW Shimano                          | + 31 min 15 s                |
| 9e                           | Gaudy Ochoa                  | Venezuela                    |                                     | + 44 min 03 s                |
| 10e                          | Juan Belandria               | Venezuela                    |                                     | + 1 h 03 min 42 s            |

#### Classement par équipes
| Classement par équipes | Classement par équipes                    | Classement par équipes | Classement par équipes |
| Équipe                 | Équipe                                    | Pays                   | Temps                  |
| ---------------------- | ----------------------------------------- | ---------------------- | ---------------------- |
| 1re                    | JHS Grupo                                 | Venezuela              | 110 h 06 min 10 s      |
| 2e                     | Lotería del Táchira                       | Venezuela              | + 10 min 18 s          |
| 3e                     | Concafe Amo Táchira                       | Venezuela              | + 13 min 12 s          |
| 4e                     | Bicicletas Castilla-FedeIndustrias Fundey | Venezuela              | + 36 min 29 s          |
| 5e                     | Banco Bicentenario Gob Yaracuy Trek       | Venezuela              | + 37 min 15 s          |
| 6e                     | Venezuela País de Futuro-Fina Arroz       | Venezuela              | + 40 min 30 s          |
| 7e                     | GW Shimano                                | Colombie               | + 44 min 59 s          |
| 8e                     | Androni Giocattoli-Sidermec               | Italie                 | + 1 h 09 min 28 s      |
| 9e                     | Fundación Ángel Pulgar                    | Venezuela              | + 2 h 31 min 01 s      |
| 10e                    | JHS Aves                                  | Venezuela              | + 3 h 30 min 52 s      |

## Classements UCI
La course attribue le même nombre de points pour l'UCI America Tour 2018 et le Classement mondial UCI (pour tous les coureurs).
| Position           | 1er | 2e | 3e | 4e | 5e | 6e | 7e | 8e | 9e | 10e |
| Classement général | 40  | 30 | 25 | 20 | 15 | 10 | 5  | 3  | 3  | 3   |
| Par étapes         | 7   | 3  | 1  |    |    |    |    |    |    |     |
| Leader             | 1   |    |    |    |    |    |    |    |    |     |

| Classement | Classement      | Classement                                       | Classement | Classement | Classement | Classement |
| Pos        | Coureur         | Équipe                                           | Général    | Étape      | Leader     | Total      |
| ---------- | --------------- | ------------------------------------------------ | ---------- | ---------- | ---------- | ---------- |
| 1          | Pedro Gutiérrez | Gobierno de Yaracuy-Banco Bicentenario           | 40         | 7          | 9          | 56         |
| 2          | Rónald González | Inversiones Alexander-Avelina-Confitería El Loro | 30         | 1          | 0          | 31         |
| 3          | Rafael Medina   | Concafé Amo Táchira                              | 25         | 0          | 0          | 25         |
| 4          | José Mendoza    | JHS Grupo                                        | 20         | 0          | 0          | 20         |
| 5          | Ángel Rivas     | Bicicletas Castilla-FedeIndustrias Fundey        | 15         | 3          | 0          | 18         |
| 6          | Carlos Torres   | JHS Grupo                                        | 10         | 0          | 0          | 10         |
| 7          | Franklin Chacón | Venezuela País de Futuro-Fina Arroz Iron Grup    | 5          | 0          | 0          | 5          |
| 8          | Pedro Sequera   | Lotería del Táchira                              | 3          | 0          | 0          | 3          |
| 9          | Freddy Vargas   | Lotería del Táchira                              | 3          | 0          | 0          | 3          |
| 10         | Iván Sosa       | Androni Giocattoli-Sidermec                      | 3          | 11         | 0          | 14         |